# Jean Baruzi
Jean Baruzi (Paris, 9 juillet 1881 - Paris, 20 mars 1953) est un historien des religions et un philosophe français. Spécialiste de Leibniz, saint Paul, Angelus Silesius et Jean de la Croix, il fut nommé professeur au Collège de France en 1933-1934, reprenant la chaire d’« Histoire des religions » à la suite d’Alfred Loisy, dont il était le suppléant depuis 1925.

## Éléments biographiques
Jean Urbain Jacques Baruzi, docteur ès lettres (1924), enseigna la philosophie au Collège Stanislas, à Paris, et à la Faculté des lettres.
Il eut notamment pour élèves Jacques Lacan, Henry Corbin et Louis Leprince-Ringuet.
Son frère aîné Joseph Baruzi (1876-1952) fut également philosophe et historien de la philosophie.

## Publications
- Leibniz et l'organisation religieuse de la terre, d'après des documents inédits, Paris, Alcan, 1907

- Prix Bordin de l’Académie française
- Leibniz, avec de nombreux textes inédits, Paris, Bloud, 1909
- Saint Jean de la Croix et le problème de l'expérience mystique, thèse pour le doctorat ès lettres, Paris, Alcan, 1924 ; rééd. revue et augm. 1931

- Prix Montyon de l’Académie française 1925
- Philosophie générale et métaphysique, Paris, Alcan, 1926
- Le Problème moral, Paris, Alcan, 1926
- Problèmes d'histoire des religions, Paris, Alcan, 1935
- Création religieuse et pensée contemplative, Paris, Aubier, 1951

éditions posthumes
- L’Intelligence mystique, recueil d'articles présentés par Jean-Louis Vieillard-Baron, Paris, Berg international, 1985
- Lettres de Marcel Bataillon à Jean Baruzi, autour de l’hispanisme, correspondance éd. par Simona Munari, « Préface » de Claude Bataillon, Turin, Nino Aragno, 2005